# Schaereriales
De Schaereriales vormen een orde van Lecanoromycetes uit de subklasse van Ostropomycetidae.
Tot deze orde behoren bepaalde soorten korstmossen.

## Taxonomie
De taxonomische indeling van de Schaereriales als volgt:
Orde: Schaereriales
- Familie:  Schaereriaceae